# بخش بررود
بخش بررود با نام‌های تاریخی بردارود و بژدارو یکی از بخش‌های شهرستان کوهسرخ در استان خراسان رضوی است که در تاریخ ۱۳ آذر ۱۳۹۸ توسط هیئت دولت ایجاد گردیده است. این بخش نوبنیاد در سرشماری سال ۱۳۹۵، ۷٬۹۷۰ نفر جمعیت داشته است.

## تقسیمات کشوری

### دهستان‌ها

#### دهستان بررود

##### روستاها
- بند قراء
- کلاته پایین‌دره
- کلاته تیمور
- کریز
- خرو
- قراچه
- تجرود
- طرق

#### دهستان تکاب

##### روستاها
- اوندر
- پشت پنجه
- داغی
- ده‌میان
- خضربیگ
- خضرآباد
- قصون
- سنجدک
- توندر

### مرکزیت
- طرق